# Přemysl Kšica
Přemysl Kšica (* 13. prosince 1981 Praha) je český varhaník.

## Životopis
Přemysl Kšica se narodil do rodiny varhaníka Josefa Kšici. Byl členem skautského oddílu Protěž. Po maturitě na gymnáziu absolvoval studium hry na varhany na Pražské konzervatoři (prof. Josef Popelka). Dále pokračoval na Akademii múzických umění v Praze a na Staatliche Hochschule für Musik und Darstellende Kunst ve Stuttgartu v oboru varhany, kde absolvoval ve třídě Prof. Dr. Ludgera Lohmanna. Studiu varhanní improvizace se věnoval pod vedením prof. Jaroslava Vodrážky, doc. Jaroslava Tůmy a Johannese Mayra. Vzdělání následně rozšířil prostřednictvím mnoha varhanních kurzů pod vedením vynikajících zahraničních varhaníků (Lorenzo Ghielmi, Olivier Latry, Günter Kaunzinger a další). Je držitelem řady ocenění z varhanických soutěží. Třikrát získal cenu za varhanní improvizaci na soutěži v Opavě, v roce 2004 získal 3. místo na Mezinárodní soutěži mladých varhaníků v Lublani, roku 2005 2. místo na Varhanní soutěžní přehlídce v Mostě a v roce 2010 2. cenu na Mezinárodní varhanní soutěži Petra Ebena v Opavě.
V Praze působí mnoho let jako chrámový varhaník, v poslední době zejména v chrámu svatého Mikuláše na Malé Straně.
Působil též pedagogicky v rámci varhanního kurzu pořádaného Arcibiskupstvím pražským za účelem zdokonalování hry chrámových varhaníků. Nyní vyučuje na hru na varhany na konzervatoři v Teplicích.
Intenzivně se věnuje koncertní a nahrávací činnosti u nás i v zahraničí. Pravidelně spolupracuje s řadou vokálně-instrumentálních souborů (Kühnův smíšený sbor, Pražský filharmonický sbor, Pražský katedrální sbor, Český filharmonický sbor Brno, Canti di Praga, Čeští symfoničtí sólisté, Sbor a orchestr Arcibiskupského gymnázia v Praze).

## Ocenění
Za interpretaci a improvizaci obdržel řadu ocenění na varhanních soutěžích v ČR i zahraničí.
Dvakrát získal cenu za improvizaci na soutěži v Opavě. V roce 2004 získal 3. cenu na mezinárodní soutěži mladých varhaníků v Lublani a v roce 2005 druhé místo na varhanní soutěžní přehlídce v Mostě.
V roce 2010 na Mezinárodní varhanní soutěži Petra Ebena si odnesl cenu za nejlepší výkon v tvůrčím oboru improvizačním, stal se rovněž držitelem 2. ceny v interpretační části soutěže.